# Mauzoleum Chodży Ahmada Jasawiego

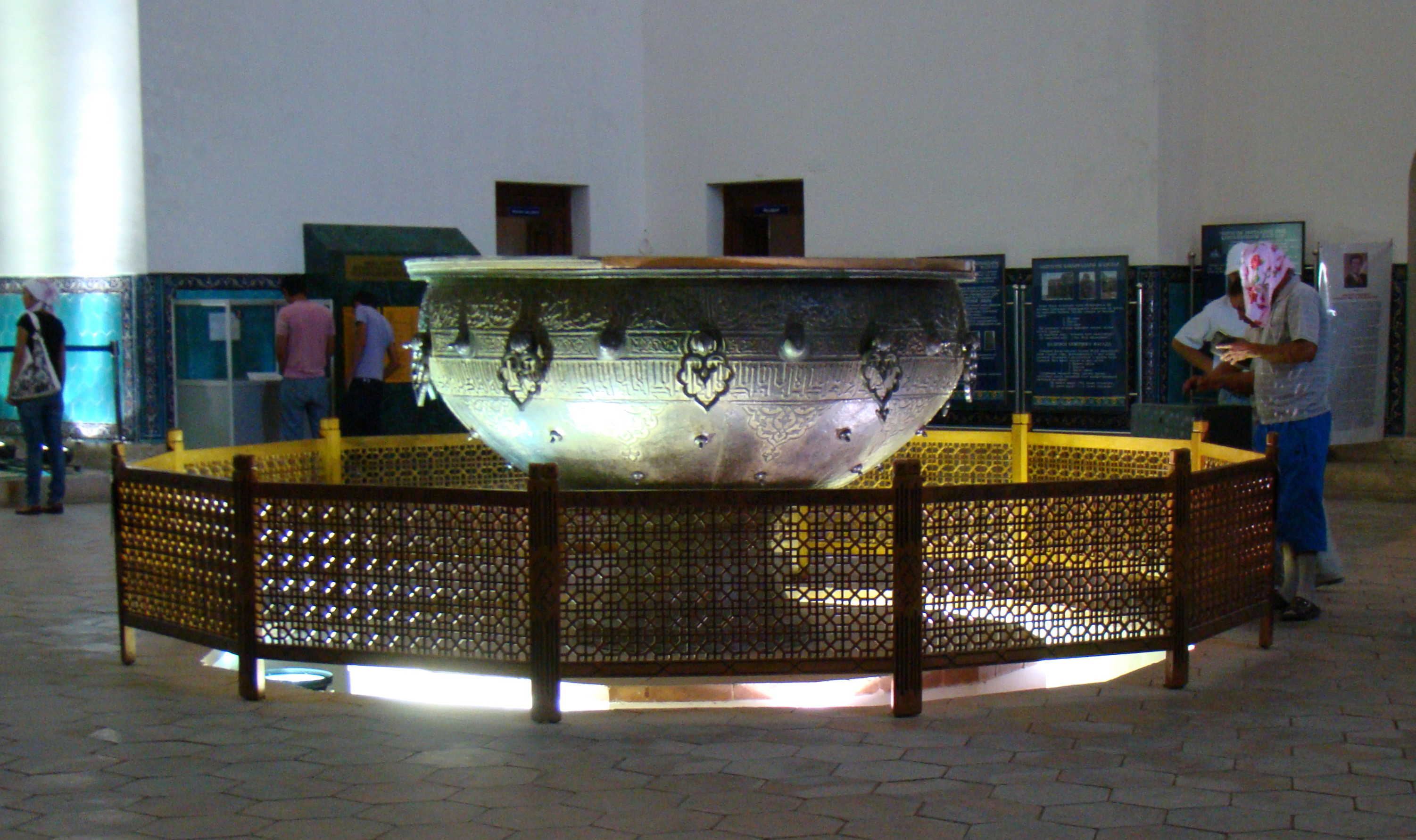
Brązowy kazan w hali głównej

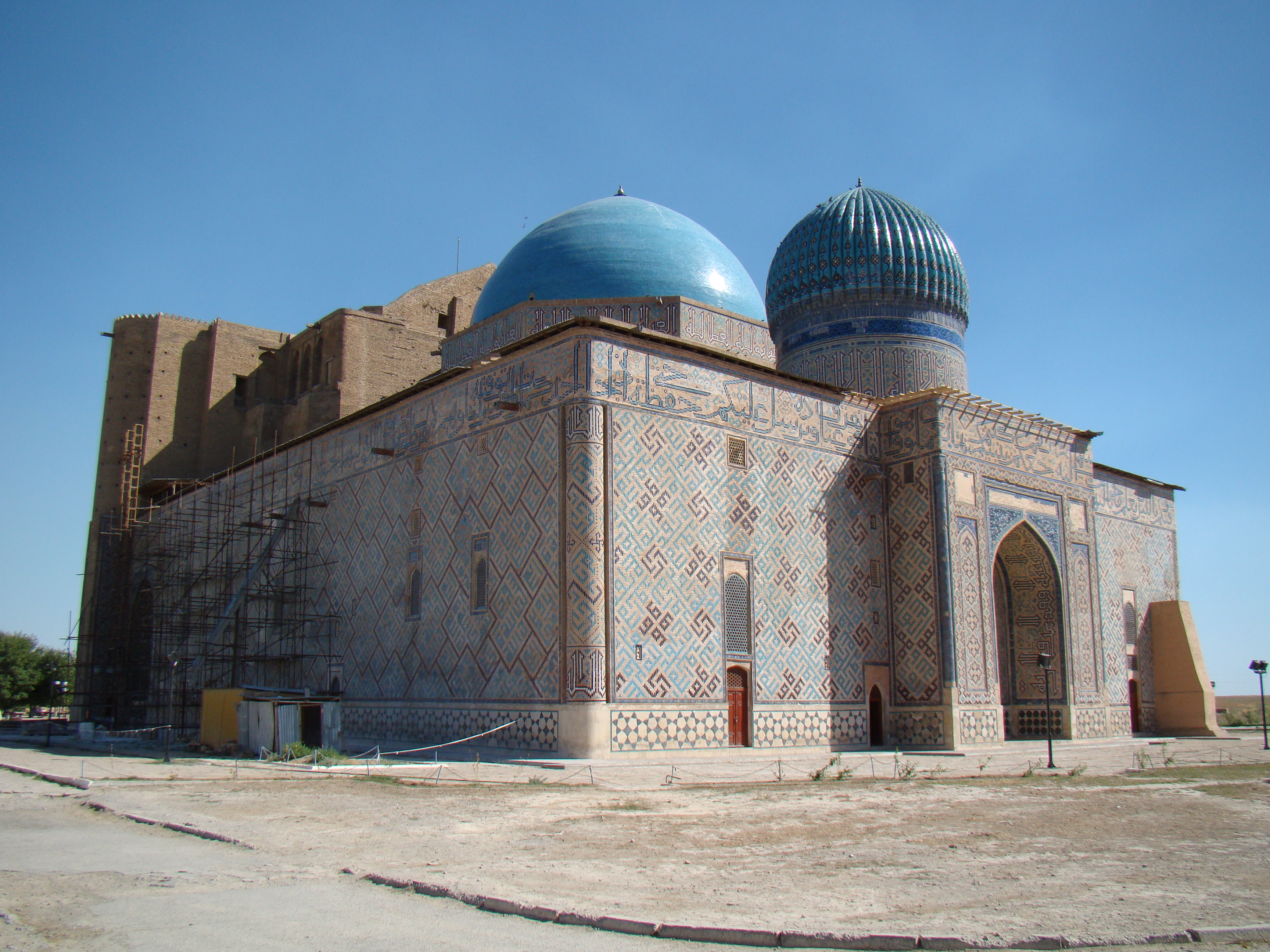
Kopuły mauzoleum

Mauzoleum Chodży Ahmada Jasawiego (kaz. Қожа Ахмет Ясауи кесенесі) – nieukończone mauzoleum wzniesione w latach 1389–1405 z rozkazu Timura dla sufickego mistyka i poety Chodży Ahmada Jasawiego (1106–1166); współcześnie w Turkiestanie w południowym Kazachstanie. 
Innowacyjna architektura mauzoleum posłużyła za model dla późniejszych budowli wzniesionych w Samarkandzie. W 2003 roku mauzoleum zostało wpisane na listę światowego dziedzictwa UNESCO. 

## Opis
Mauzoleum zaczęto budować z rozkazu Timura w 1389 roku jako nowe miejsce spoczynku dla zmarłego w 1166 roku sufickego mistyka i poety Chodży Ahmada Jasawiego. Budowla została wzniesiona w miejscu dawnej cytadeli na północno-wschodnim krańcu miasta.  
Gmach o wysokości 38,7 metrów, zorientowany na osi północny zachód – południowy wschód, wzniesiono na planie prostokąta o wymiarach 45,8 na 62,7 metrów. Za budulec posłużył materiał wytwarzany z palonej cegły, gipsu, zaprawy i gliny. Ściany zewnętrzne wyłożone są płytkami ceramicznymi z motywami geometrycznymi, zdobione inskrypcjami w piśmie kufickim.   
Wejście do mauzoleum znajduje się po stronie południowo-wschodniej. Poprzez ejwan wchodzi się do hali głównej – kazandyku – wzniesionej na planie kwadratu o boku 18,2 metra. Halę wieńczy kopuła o średnicy 18,2 metrów i wysokości 28 metrów – największa tego typu w Azji Środkowej. Dach kopuły pokrywają zielone i złote płytki ceramiczne. W środku kopuły znajduje się mniejsza kopuła wewnętrzna o wysokości 17 metrów. Bęben, na którym spoczywa kopuła zewnętrzna, wyłożony jest zielonymi płytkami ceramicznymi ze złotym zdobieniem i cytatami z Koranu. Wnętrze kopuły wewnętrznej zdobią alabastrowe ornamenty stalaktytowe.       
Pośrodku hali znajduje się ważące dwie tony naczynie z brązu – kazan z 1399 roku. Sarkofag Chodży Ahmada umieszczony jest w północno–zachodnim końcu hali. W mauzoleum znajduje się ponadto 35 innych pomieszczeń, m.in. meczet, refektarz i biblioteka.  
W roku śmierci Timura – 1405 – mauzoleum nie było jeszcze skończone i budowy zaniechano po śmierci władcy. Niedokończona pozostała fasada i nie wybudowano dwóch zaplanowanych minaretów. Innowacyjna architektura mauzoleum posłużyła za model dla późniejszych budowli wzniesionych w Samarkandzie. 
Mauzoleum zostało objęte ochroną konserwatorską w latach 30. XX wieku. W okresie ZSRR pozostawało zamknięte, a pielgrzymi odwiedzali je nocą. Od 1991 roku mauzoleum jest oficjalnym miejscem kultu.   
W 2003 roku mauzoleum zostało wpisane na listę światowego dziedzictwa UNESCO.